# X. legija Gemina
Deseta legija Gemina (slovensko Dvojčica, latinsko Legio decima Gemina), ena od štirih rimskih legij, s katerimi je  Julij Cezar leta 58 pr. n. št. napadel Galijo. Legija se zadnjič omenja na začetku 5. stoletja v Vindoboni, sedanjem Dunaju.  Simbol legije je bil bik. Na začetku se je imenovala X. legija Equestris (konjeniška), ker so se njeni legionarji znali bojevati tudi kot konjeniki.

## Zgodovina

### Galske vojne
Glej tudi: X. legija Equestris
X. konjeniška legija je igrala pomembno vlogo v Cezarjevih vojaških uspehih v galskih vojnah, zato so jo včasih omenjali kot njegovo najljubšo legijo. S Cezarjem se je vojskovala v vojni proti Nervijcem, invaziji na Britanijo in v obleganju Gergovije. Cezarju je ostala zvesta tudi v državljanski vojni proti Pompeju. Udeležila se je bitke pri Farzalu leta 49 pr. n. št. in bitke pri Mundi leta 45 pr. n. št.. Cezar je legijo še istega leta razpustil in dal njenim veteranom obdelovalno zemljo v Narbonski Galiji in Hispaniji.

## Avgust
Legijo so ponovno ustanovili leta 42 pr. n. št.. Vojskovala se je za Oktavijana, kasnejšega cesarja Avgusta, Lepida in Marka Antonija v bitki pri Filipih proti Cezarjevim morilcem. Po bitki je odšla z Markom Antonijem  na pohod proti Partskemu cesarstvu, kjer je bila skupaj z njim poražena v bitki pri Akciju. Poveljstvo legije je zatem prevzel Avgust in naselil veterane v Patrasu. Legija se je uprla in za kazen izgubila naslov Equestris. Legijo so okrepili z vojaki iz drugih legij in jo preimenovali v Gemina (Dvojčica).
Novoustanovjena legija je bila premeščena v Tarakonsko Hispanijo, kjer je Avgust pripravljal pohod proti Kantabrijcem. V Hispaniji je ostala več let. Njeni veterani so bili med prvimi naseljenci v sedanji Zaragozi in Emeriti Augusti, sedanji Méridi. 

### Flavijci
Ko je cesar Vespazijan zatrl Batavijsko vstajo, je bila X. Gemina leta 70 premeščena v Batavijo v Spodnjo Germanijo, da bi vzdržavala red in preprečila morebitne nove upore. Od leta 71 do 103 je bila stacionirana v taboru, ki ga je v oppidum Batavorum, sedanjem Nijmegenu, zgradila  II. legija Adiutrix.
Kot del armade Spodnje Germanije se je X. legija vojskovala proti guvernerju Gornje Germanije Luciju Antoniju Saturninu, ki se je uprl cesarju Domicijanu. Za zasluge je skupaj s I. legijo Minervia, VI. legijo Victrix in XXII. legijo  Primigenia  dobila naslov Pia Fidelis Domitiana – nesebična in zvesta Domicijanu. Po cesarjevi smrti so naslov ukinili.

### 2. stoletje
Med Trajanovim prvim pohodom v Dakijo (101-102) se je legija udeležila druge bitke pri Tapi proti vojski dačanskega kralja Decebala.
Leta 103 je bila premeščena v Akvinkum (v sedanji Budimpešti)  in zatem v Vindobono (sedanji Dunaj) v Spodnji Panoniji, ki je bila njen bazni tabor vse do 5. stoletja.
Veksilacije X. legije Gemina so se leta 131-135 vojskovale v Judeji proti upornikom Simona bar Kohbe, drugi pa so se leta 162 udeležili pohoda Lucija Vera proti Partom. Drugi veliki vojni pohodi, ki se jih je udeležila X. Gemina, so bili pohodi proti  Kvadom, Markomanom in Langobardom pod poveljstvom cesarja Marka Avrelija. 
X. legija Gemina je podprla svojega guvernerja Septimija Severja pri vzponu na prestol. Mnogo njenih legionarjev je zatem odšlo v Rim, kjer so postali gardisti pretorijanske garde novega cesarja. 

### 3. stoletje
V 3. stoletju se je legija vojskovala za več cesarjev, ki so jo za zvestobo nagradili s številnimi častnimi naslovi: Antoniniana  (cesarja  Karakala in Elagabal), Gordiana (Gordian III.), Deciana (Decij), Floriana (Florijan) in Cariniana (Karin). Vsi naslovi so bili kratkotrajni in so umrli skupaj s cesarjem. Za podporo cesarju Galienu proti uzurpatorju Postumu je bila nagrajena z naslovom Pia VI Fidelis VI - šestkrat nesebična, šestkrat zvesta.

### 4. stoletje
V poznem 4. stoletju, ko je bila napisana Notitia Dignitatum, je bil prvi oddelek X. legije Gemina mobilna poljska enota (comitatenses)  pod poveljstvom Magistra militum per Orientem. Njeni drugi oddelki so bili še vedno v Vindoboni pod poveljstvom duksa Prve Panonije in Norika Ripensis.

## Sklic
1. ↑  Notitia dignitatum in partibus orientis (I–XX). Pridobljeno dne 20. decembra 2012.

## Vir
- J. Lendering, Legio X Gemina, Livius.org  Arhivirano 2015-05-03 na Wayback Machine.